# Міжнародна школа Грузії
Нова школа (англ. New School, груз. ახალი სკოლა), повна назва: «New School International School of Georgia» — приватна міжнародна школа, розташована в зеленому житловому мвсиві Баґебі столиці Грузії Тбілісі. В школі виховуються та навчаються діти, як іноземних громадян і репатріантів, так і діти громадян Грузії, віком від 3 до 19 років.

## Коротка історія
Школу було започатковано у 1999 році як приватну грузинську школу. На той час у школі навчалося 30 учнів.
У вересні 2007 у школі було відкрито відділення початкової англійської школи, викладання у якому проводилося англійською. Від моменту його створення у навчальний процес запроваджували освітні програми «IB World School» (укр. «Світової школи міжнародного бакалаврату»).
19 грудня 2008 була акредитована перша програма «Primary Years Programme» (укр. Програма ранніх років) — програма початкової освіти міжнародного бакалаврату, орієнтована на учнів молодших класів — до 5 класу включно, власником та розробником цієї програми — некомерційним освітнім фондом «International Baccalaureate®».
Із дорослішанням учнів розвивалось і відділення, згодом перетворившись на «Нову школу Міжнародну школу Грузії». Починаючи з вересня 2008, учні розпочали навчатися за освітніми програмами «Middle Years Programme» міжнародного бакалаврату (укр. Програма середніх років) — програма базової середньої освіти, орієнтована на учнів середніх класів — від 6 по 10 класи.
У вересні 2010 учні школи приступили до навчання за освітньою програмою «Diploma Programme» (укр. Програма для здобуття диплома) — програма повної загальної середньої освіти, орієнтована на учнів старших класів — 11, 12 класи.
27 травня 2010 була акредитована «Diploma Programme», а 30 грудня цього ж року, школа завершила процедуру акредитації, акредитувавши і «Middle Years Programme».

## Освітні програми
У школі є два відділення (департаменти)  — грузинський та англійський. Під час прийому в школу батьки учня мають можливість обирати, у якому відділенні буде навчатися їх дитина. Навчальний процес і освітні програми у обох відділеннях є інтегрованими і практично не відрізняються.
У віці від 3 до 11 років діти вивчають програму «Primary Years Programme», яка заохочує до навчання шляхом дослідження навколишнього світу як «дослідників-чомучок» із ґрунтовним вивченням англійської мови та математики.
У віці від 11 до 16 років діти вивчають «Middle Years Programme», яка заохочує учнів до встановлення зв'язків між навчанням та реальним світом. Освітня програма включає 8 тематичних груп навчальних предметів.
- грузинська мова;
- англійська (російська, французька, іспанська) мова;
- історія та географія;
- біологія, хімія та фізика;
- математика;
- інформатика та техніка;
- мистецтво;
- фізичне виховання.

Основною відмінністю є навчальні програми старших випускних класів. Учні англійського відділення навчаються за програмами міжнародного бакалаврату «Diploma Programme», до якої входить шість груп навчальних предметів:
- Мови та література. Іноземні учні також мають можливість вивчати свої рідні мови.
- Друга іноземна мова.
- Суспільствознавство.
- Природничі науки.
- Математика.
- Мистецтво і культура.

Для можливості здобути ib-диплом учень повинен опанувати принаймні по одному предмету із кожної з груп. При цьому, допускається замість предмету з шостої групи додатково обрати будь-який з предметів, що входять до 1-5 груп. Учень може обирати конкретні предмети в залежності від того, яку професію планує опановувати і від того, які саме предмети потрібні для прийому у конкретні навчальні заклади, де планується здобувати вищу освіту.
Учні грузинського відділення навчаються за національними освітніми програмами і здобувають диплом національного зразка.

## Опис
До школи входять:
- дитячий садочок (для дітей від трьох до 5 років);
- початкова школа (для дітей від 5 до 11 років);
- середня школа (для дітей від 11 до 16 років);
- вища школа (для дітей від 16 до 18 років).

У школі заведені вимоги щодо шкільної форми, які вимагається дотримуватися. Єдина форма сприяє ідентифікації кожного учня і допомагає йому відчути свою приналежність до школи. Разом із тим, форма допомагає учням почуватися рівними у школі незалежно від їх суспільного та майнового статусу та поважати усіх однокласників.
Кожному учневі школи забезпечується можливість користування шкільним автобусом, розклад руху якого унеможливлює запізнення на уроки.

## Мовні програми
Основними мовами викладання є англійська та грузинська. Усі учні школи та учителі розмовляють між собою англійською, що не створює іноземним учням відчуття перебування у чужії країні та сприяє створенню і зближенню шкільного співтовариства незалежно від національностей учнів, виховує і формує міжнародне розуміння та толерантність до різноманіття мов, національностей і їх звичаїв та культур.
Усі учні школи, окрім англійської, також можуть вивчати грузинську, російську, французьку, іспанську та ряд інших мов.
Особливістю школи є те, що учні мають змогу вивчати і українську як у обсязі необов'язкового курсу, так і з можливістю складання іспитів за вимогами програми «IB Diploma Programme» на рівні «UKRAINI A LIT».